# Veni, Veni, Emmanuel (composizione)
Veni, Veni, Emmanuel è un concerto per percussioni e orchestra, composto da James MacMillan nel periodo compreso fra la prima Domenica d'Avvento del 1991 e la domenica di Pasqua dell'anno successivo.

## Storia
Fu rappresentata per la prima volta il 10 agosto 1992 alla Royal Albert Hall di Londra, da Evelyn Glennie e dall'Orchestra Concertistica di Scozia diretta dal finlandese Jukka-Pekka Saraste. 
Veni, Veni, Emmanuel è il concerto eseguito più di frequente fra le composizioni degli anni '90 ed, in particolare, lo è anche per MacMillan, al quale fu commissionata dalla società scozzese Christian Salvesen. Il 25 marzo 2003 si è svolta presso la Sala Sinfonica di Birmingham la 300ª rappresentazione dell'opera, eseguita dall'Orchestra Sinfonica della città in collaborazione con la percussionista scozzese Colin Currie, diretti da Marin Alsop.

## Descrizione
L'opera musicale ha una durata complessiva di 25 minuti e rappresenta un canto piano del periodo di Avvento, organizzato in un unico movimento, che è idealmente suddiviso in cinque sezioni principali: 
- una prima sezione caratterizzata dal ritmo del battito cardiaco, rappresentativo -nelle parole del compositore- della "presenza umana di Gesù Cristo");
- un mottetto in tecnica hoquetus;
- una sequenza di transizione che introduce l'uditore al  Gaude centrale;
- una sequenza di transizione che gradualmente lo guida al di fuori;
- una seconda ripresa della danza.

L'opera tocca il suo culmine al dispiegarsi del canto fermo in forma corale, chiuso da una coda conclusiva scandita dal motivo del battito cardiaco e dalla percussione di campane tubolari.

## Tracce
La struttura in tracce con relativa durata è la seguente:
1. Introito di Avvento (2:40)
2. Battiti cardiaci (2:36)
3. Danza - Hoquetus (4:17)
4. Transizione: sequenza I (2:34)
5. Gaude, Gaude (5:35)
6. Transizione: Sequenza II (2:39)
7. Danza - Corale (2:53)[3]
8. Coda - Pasqua (3:03).

Le cinque sezioni principali sono indicate in grassetto.